# Funding valuation adjustment
Funding valuation adjustment (FVA) är en avskrivning på ett finansiellt bolags resultaträkning som kompenserar för skillnaden mellan den riskfria värderingen av derivat och en värdering som i stället diskonteras med bolagets egen finansieringskostnad. FVA ingår också som en komponent i prissättningen av derivat.

## Bruk inom prissättning och bokföring
I prissättningen av derivat ingår FVA som en komponent, såvida inte bolagets finansieringsränta redan ligger till grund för diskonteringen, eftersom finansieringen under derivatets löptid utgör en faktisk kostnad. Men det råder inte ännu någon konsensus i frågan om huruvida FVA också ska ingå i bokföringen när bolagets tillgångarna värderas. En problematik är att man normalt sett i bokföringen ska värdera instrument lika oavsett vem som innehar det, vilket inte är möjligt i fallet FVA, eftersom storleken på den komponenten beror på det egna bolagets finansieringsmöjligheter. Exempelvis kan en solid aktör vanligen låna till en lägre ränta än en mindre solid aktör.  Det finns in nuläget inget myndighetskrav att redovisa FVA i räkenskaperna, men många stora banker gör det ändå. Alternativt redovisas det separat som en Investing and funding costs AVA i bankernas Prudent Valuation-rapportering, vilket då innebär ett utökat kapitalkrav. 

### Fotnoter
1. ↑  Quantifi (20 mars 2014). ”Funding Valuation Adjustment (FVA), Part 1: A Primer” (på engelska) (PDF). https://www.quantifisolutions.com/funding-valuation-adjustment-fva-part-1-a-primer. Läst 29 januari 2016.
2. ↑  Ignacio Ruiz (1 november 2013). ”FVA Demystified” (på engelska) (PDF). Arkiverad från originalet den 6 november 2015. https://web.archive.org/web/20151106203145/http://iruizconsulting.com/wp-content/uploads/2013/11/iRuiz_FVA_demystified.pdf. Läst 2 februari 2016.
3. ↑  EBA (23 januari 2015). ”EBA FINAL draft Regulatory Technical Standards on prudent valuation under Article 105(14) of Regulation (EU) No 575/2013” (på engelska) (PDF). Arkiverad från originalet den 12 mars 2016. https://web.archive.org/web/20160312123202/http://www.eba.europa.eu/documents/10180/642449/EBA-RTS-2014-06+RTS+on+Prudent+Valuation.pdf. Läst 2 februari 2016.